# 전영중
전영중(1985년 12월 11일 ~ 2013년 11월 21일)은 대한민국의 희극 배우이다. SBS 공채 개그맨 12기로 데뷔하였다. 2013년 11월 21일 오토바이 사고로 사망했다.

## 출연작

### 방송
- 웃찾사 (SBS)
- 개그투나잇 (SBS)

## 학력
- 경기대학교 연극영화학과 학사